# Venetjoen tekojärvi
Venetjoen tekojärvi eller Venejärvi är en sjö (damm) i Finland. Den ligger i kommunen Karleby i landskapet Mellersta Österbotten, i den centrala delen av landet, 400 km norr om huvudstaden Helsingfors. Venetjoen tekojärvi ligger 133,6 meter över havet. Arean är 15,21 kvadratkilometer och strandlinjen är 63,66 kilometer lång. Sjön  ingår i Perho å huvudavrinningsområde. 